# 도리사 세존사리탑 금동사리기
도리사 세존사리탑 금동사리기(桃李寺 世尊舍利塔 金銅舍利器)는 대한민국 경상북도 선산군 도리사에 있는 종 모양의 세존사리탑 안에서 발견된 육각의 사리함이다. 1982년 12월 7일 대한민국의 국보 제208호로 지정되었다.

## 개요
경상북도 선산군 도리사에 있는 종 모양의 세존사리탑 안에서 발견된 육각의 사리함이다.
사리함은 높이 17cm로 기단, 탑몸, 지붕으로 구성되어 있고, 표면에 도금이 잘 남아 있다. 평면 육각형으로 각 면의 기단에 안상을 뚫었다. 2면의 탑몸에는 불자(拂子)와 금강저를 든 불교의 수호신인 천부상을 선과 점으로 새겼다. 남은 4면에는 사천왕상을 선으로 새겼다. 이들의 배치는 사천왕상 중에서 탑을 들고 있는 다문천을 중심으로 좌우에 천부상을 배치하여, 다문천이 정면이 되게 한 듯 보인다.
지붕 처마와 추녀에는 고리가 있어 장식을 달았던 것처럼 보인다. 꼭대기에는 연꽃을 도드라지게 새겼는데, 그 중심에 꼭지만 남아 있어 원래 꽃봉오리가 있었던 것으로 짐작된다.
통일신라시대에 만들어진 것으로 보이며, 8각이 유행하던 시기에 6각형의 사리함이 나타났다는 점이 특이하며, 시대를 달리하는 종 모양 부도에 안치되었던 것도 특이하다 하겠다. 

## 참고 자료
- 도리사 세존사리탑 금동사리기 - 국가유산청 국가유산포털